# Max Steel (serie animata 2000)
Max Steel è una serie animata del 2000, trasmessa in Canada dalla rete YTV; in Italia veniva trasmessa in prima visione su Italia 1.

## Trama
Josh è un ragazzo diciannovenne che a seguito di un avventuroso incidente si trova dotato di alcuni superpoteri che usa per combattere, con il nome di Max Steel, contro dei malvagi antagonisti.